# Operation: Mindcrime
Operation: Mindcrime (deutsch: „Operation: Gedankenverbrechen“) ist das dritte Musikalbum der US-amerikanischen Progressive-Metal-Band Queensrÿche. Es wurde am 3. Mai 1988 veröffentlicht.

## Entstehung
Die Idee zu diesem Konzeptalbum kam Sänger Geoff Tate eines Nachts bei einem Besuch in einer Kirche. Für das Album arbeitete die Band erstmals mit dem Produzenten Peter Collins zusammen. Das Schreiben des Albums hat laut Tate insgesamt vier Monate gedauert, in denen die Band täglich 18 Stunden daran gearbeitet hat. Anschließend dauerte es 14 Monate, bis das gesamte Album aufgenommen war. Der Mix des Albums wurde zur Mittagszeit am 25. Februar 1988 in den Wisseloord Studios in Hilversum (Niederlande) abgeschlossen.

## Handlung
Es handelt sich um ein Konzeptalbum, das die Geschichte eines Mannes erzählt, der sich, frustriert über die amerikanische Gesellschaft, einer Untergrundorganisation anschließt, um Anschläge auf korrupte Politiker auszuüben. Gesprochene Dialoge zwischen den Liedern treiben die Geschichte voran und stellen Zusammenhänge zwischen den einzelnen Songs her. Das Album gilt als eines der ersten Progressive-Metal-Alben. Im Januar 1989 wählte das Kerrang!-Magazin das Album auf Platz 34 der 100 besten Heavy-Metal-Alben aller Zeiten.

## Charaktere
- Nikki
- Dr. X
- Schwester Mary
- Pater William
- Krankenschwester
- Radioansager
- Gang

## Titelliste
1. I Remember Now (Chris DeGarmo, Geoff Tate, Michael Wilton) – 1:17
2. Anarchy-X (Chris DeGarmo) – 1:27
3. Revolution Calling (Geoff Tate, Michael Wilton) – 4:39
4. Operation: Mindcrime (Chris DeGarmo, Geoff Tate, Michael Wilton) – 4:45
5. Speak (Geoff Tate, Michael Wilton) – 3:42
6. Spreading the Disease (Geoff Tate, Michael Wilton) – 4:07
7. The Mission (Chris DeGarmo) – 5:47
8. Suite Sister Mary (Chris DeGarmo, Geoff Tate) – 10:39
9. The Needle Lies (Geoff Tate, Michael Wilton) – 3:08
10. Electric Requiem (Scott Rockenfield, Geoff Tate) – 1:22
11. Breaking the Silence (Chris DeGarmo, Geoff Tate) – 4:34
12. I Don’t Believe in Love (Chris DeGarmo, Geoff Tate) – 4:23
13. Waiting for 22 (Chris DeGarmo) – 1:05
14. My Empty Room (Geoff Tate, Michael Wilton) – 1:32
15. Eyes of a Stranger (Chris DeGarmo, Geoff Tate) – 6:53

### Bonustracks auf Wiederveröffentlichungen seit 2003
1. The Mission (Live at the Hammersmith Odeon, London, England am 14. und 15. November 1990) – 6:11
2. My Empty Room (Live at the Astoria Theatre, London, England am 20. Oktober 1994) – 2:41

## Veröffentlichungen
Das Album wurde am 3. Mai 1988 zunächst in den USA veröffentlicht. Am 26. Mai 1988 erschien das Album auch im Raum Europa. Am 24. Juli 2003 erschien Operation: Mindcrime erstmals in einer digital überarbeiteten Version. Im Rahmen der Queensrÿche-Remastered-Serie wurde das Album mit digitaler 24-Bit-Überarbeitung und zwei bislang unveröffentlichten Live-Aufnahmen als Bonustracks wiederveröffentlicht. Am 29. Juni 2006 wurde das Album schließlich noch einmal in einer Deluxe Edition herausgegeben, deren erste CD identisch mit der Wiederveröffentlichung aus dem Jahr 2003 ist. Diese Version wird in einem edlen Digipack inklusive Booklet angeboten und enthält auf einer zweiten CD einen bislang nicht veröffentlichten Konzertmitschnitt, der am 15. November 1990 im Londoner Hammersmith aufgezeichnet wurde und das gesamte Album live enthält. Des Weiteren ist auch eine DVD enthalten, die das bislang nur auf VHS veröffentlichte Video: Mindcrime sowie ein Making-of und einen TV-Spot enthält. Ebenfalls im Jahr 2006 veröffentlichte die Band mit Operation: Mindcrime II – ihrem neunten Studio-Album – eine Fortsetzung ihres Erfolgsalbums, welche jedoch die kommerziellen und künstlerischen Erwartungen nicht erfüllen konnte.

### Video: Mindcrime
Im Jahr 1989 wurde eine etwa 30-minütige VHS mit dem Titel Video: Mindcrime veröffentlicht, die eine filmische Umsetzung der folgenden Songs enthält und nicht einzeln auf DVD erschienen ist:
1. I Remember Now
2. Anarchy X
3. Revolution Calling
4. Operation: Mindcrime
5. Speak
6. Breaking the Silence
7. Waiting for 22
8. Eyes of a Stranger

### Operation: LIVEcrime
Am 5. November 1991 erschien mit Operation: LIVEcrime, dem ersten Livealbum der Band, der erste komplette Live-Mitschnitt des Albums auf CD und Musikkassette. Das Album, welches auch als Video und DVD erschien, enthält die folgenden Tracks:
1. I Remember Now – 1:19
2. Anarchy-X – 1:28
3. Revolution Calling – 4:58
4. Operation: Mindcrime – 4:26
5. Speak – 3:44
6. Spreading the Disease – 5:06
7. The Mission – 5:47
8. Suite Sister Mary – 11:37
9. The Needle Lies – 3:19
10. Electric Requiem – 1:16
11. Breaking the Silence – 4:21
12. I Don’t Believe in Love – 4:19
13. Waiting for 22 – 1:27
14. My Empty Room – 1:37
15. Eyes of a Stranger – 8:25
16. The Lady Wore Black – 6:44
17. Roads to Madness – 9:22

### Mindcrime at the Moore
Mit Mindcrime at the Moore erschien im Jahr 2007, ebenfalls auf CD und DVD, ein weiteres Live-Album, welches einen Live-Mitschnitt beider Mindcrime-Alben auf zwei CDs bzw. DVDs enthält.

## Rezeption
Die britische Musikzeitschrift Classic Rock kürte Operation: Mindcrime im Juli 2010 zu einem der 50 Musikalben, die den Progressive Rock geprägt haben.

## Kommerzieller Erfolg

### Chartplatzierungen
| ChartsChartplatzierungen       | Höchstplatzierung | Wochen |
| ------------------------------ | ----------------- | ------ |
| Deutschland (GfK)              | 17 (10 Wo.)       | 10     |
| Schweiz (IFPI)                 | 21 (5 Wo.)        | 5      |
| Vereinigte Staaten (Billboard) | 50 (52 Wo.)       | 52     |
| Vereinigtes Königreich (OCC)   | 58 (3 Wo.)        | 3      |

### Auszeichnungen für Musikverkäufe
| Land/Region               | Auszeichnungen für Musikverkäufe (Land/Region, Auszeichnung, Verkäufe) | Verkäufe  |
| ------------------------- | ---------------------------------------------------------------------- | --------- |
| Vereinigte Staaten (RIAA) | Platin                                                                 | 1.000.000 |
| Insgesamt                 | 1× Platin ·                                                            | 1.000.000 |